# Cuộc vây hãm Firenze (405)
Cuộc vây hãm Firenze là một cuộc chiến xảy ra vào năm 405 hoặc 406, giữa người Goth và Đế quốc La Mã tại Firenze.
Năm 405, những đạo hùng binh của các dân tộc German lần lượt xâm nhập vào trong lãnh thổ của Đế quốc La Mã bằng cách vượt qua vùng sông Danube tiến vào xứ Pannonia và đặt chân đến tận miền bắc Ý vào cuối năm đó. Vào thời điểm này các giống dân man di đều được chia thành ba đạo quân, mà một trong số đó thuộc quyền chỉ huy của Radagaisus đã tấn công thành Firenze.
StIlyicho liền cho tập trung toàn quân tại Ticinum, và rút lui tới Fiesole ngay trước trận đánh. Người La Mã đã có thể cắt đứt tuyến tiếp tế của dân Ostrogoth và tiến hành thảm sát quân xâm lược. Radagaisus sau cùng bị quân La Mã đánh bại và chém đầu vào ngày 13 tháng 8 năm 406.